# Alphonse Mailly
Alphonse Jean Ernest Mailly (* 27. November 1833 in Brüssel; † 10. Januar 1918 in Elsene) war ein belgischer Organist und Komponist.

## Leben
Alphonse Mailly wurde 1833 als Sohn eines Kapellmeisters und Orchestercellisten geboren. Er studierte am königlichen Konservatorium Brüssel bei Lados, Charles Bosselet, Jean-Baptiste Michelot, Christian Friedrich Girschner und Jacques-Nicolas Lemmens. Er erhielt den ersten Preis in Musiktheorie (1847), Klavier (1850) und Orgel (1854) und begann anschließend eine Karriere als Pianist (besonders Liedbegleitung) und Organist in der Onze-Lieve-Vrouw-van-Finisterraekerk in Brüssel.
1858 wurde er bei einer Konzertreihe in Paris begeistert gefeiert; Berlioz nannte ihn „L’un des plus savants virtuoses que l’art moderne du grand orgue ait produits“. Es folgten Konzerte in London und Amsterdam. 1861 wurde er zum Professor für Klavier am Konservatorium in Brüssel ernannt, vier Jahre später nahm er die Stelle seines Lehrers Jacques-Nicolas Lemmens ein und erhielt die Professur für Orgel, die er bis zur Nachfolge durch Alphonse Desmet 1903 innehielt. Zu seinen Schülern zählen Léon Dubois, August de Boeck, Adolphe Wouters, Léon Jadin, Alfred Mahy, Arthur Letondal, Adolphe Biarent und Léandre Vilain. 1869 wurde Mailly an die Karmelitenkirche in Brüssel als Organist berufen.

## Werke (Auswahl)
Er schrieb Orgelwerke und zahlreiche Werke für Harmonium und Klavier, neben Motetten und Kammermusik. Sein bekanntestes Werk ist die Sonate Nr. 1.
- Sonate für Orgel d-Moll op. 1, François-Joseph Fétis gewidmet, Gebrüder Schott, Brüssel, 1871 oder früher (Digitalisat der Sibley Music Library der Eastman School of Music der University of Rochester) Satzbezeichnungen: I Allegro maestoso II Andante III Allegro con brio. Allegro con brio in: Johannes Diebold: Neue grössere und kleinere Orgelstücke : zur Übung sowie zum gottesdienstlichen und Konzertgebrauch. Band I, Schott, Brüssel, 1906/07 (Digitalisat beim IMSLP (Nr. 53 der Sammlung))
- Deux prières pour orgue ou Harmonium [Zwei Gebete für Orgel oder Harmonium] op. 2, Jacques-Nicolas Lemmens gewidmet, Schott’s Söhne, Mainz (Digitalisat beim IMSLP)
- Six morceaux caractéristique für Harmonium op. 3, Schott, Paris OCLC 68065819 I La rêverie II Le badinage III Le crépuscule IV La pastorale V L'angélus VI La fête villageoise OCLC 1064018139 OCLC 68065819 OCLC 977691135
- Vier kleine Stücke für Klavier, Brüssel, 1879 OCLC 1063872494 III Causerie für Klavier. OCLC 803779926 OCLC 815514966 Bearbeitung für Violine und Klavier von Hermann Ritter, Schott Frères, Brüssel OCLC 1253837162
- Drei Stücke für Orgel, 1883 OCLC 498555411 I Meditation II Toccata d-Moll für Orgel, William Thomas Best gewidmet, Augener, London OCLC 500712641 (Digitalisat beim IMSLP) III Pâques fleuries [Palmsonntag]. Andantino, herausgegeben von John White, Gustav Schirmer, New York, 1903 (Digitalisat der Sibley Music Library der Eastman School of Music der University of Rochester), eingespielt von Arturo Sacchetti auf der CD Organ History - Belgium, Denmark, Netherlands 19th-20th Centuries beim Label Arts
- Contemplation für Orgel solo, Andante, 1883 OCLC 498555272, Transkription für Klavier von John Francis Barnett (Digitalisat beim IMSLP)
- Deux Esquisses [Zwei Skizzen] für Klavier, August Cranz, Hamburg, 1886 OCLC 498555321 I Impressions d'Avril II La Chasse
- Étude de Concert für Klavier, A. Cranz, Hamburg, 1886 OCLC 1064855458
- Barcarolle für Klavier op. 14, A. Cranz, Hamburg, 1886 OCLC 1064333905
- Petite Marche des Farfadets. 1er̀e Scène du Ballet-Féérique für Klavier, A. Cranz, Hamburg, 1886 OCLC 1065202835
- Deux Duettinos für Klavier Solospielen. 15, A. Cranz, Hamburg, 1886 OCLC 1064018138 I Les Reproches. II Les Aveux
- 3 Morceaux pour Orgue, Henry Lemoine & Cie, Paris, 1892 (Digitalisat der Sibley Music Library der Eastman School of Music der University of Rochester) I Invocation E-Dur. Adagio, seinem Schüler Auguste Wiegand (1849–1904), Organist der Town Hall in Sydney gewidmet II Andante con moto d-moll, François Schyven, dem Dommusikdirektor der Kathedrale von Antwerpen, gewidmet III Christmas-Musette G Dur. Allegretto, seinem Schüler Paul Trillat, Organist der Kathedrale von Lyon gewidmet, G. Schirmer (Digitalisat der Sibley Music Library der Eastman School of Music der University of Rochester)
- Cantilène für Orgel und Violoncello oder einer Anzahl Violoncelli, Augener & Co, London, 1903 OCLC 1063256239 1904 OCLC 1063183931
- Méditation für Violine und Orgel, Schott, Brüssel, 1904 OCLC 907183524
- Fantaisie dramatique f-Moll für Orgel für Violoncello und Kontrabass, im Gedenken an Peter Benoît, bearbeitet für Orgel solo von Alphonse Mailly, G. Schirmer, New York, 1905 (Digitalisat der Sibley Music Library der Eastman School of Music der University of Rochester)
- À la chapelle!, Petite pièce pour grand orgue, Schott Frères, Brüssel, 1905 OCLC 887257661
- En toi est le repos, Petite Pièce pour Orgue, Augener & Co, London, 1906 OCLC 1064387694
- Esquisse pour le Grand Orgue, Augener, London, 1908 OCLC 1065202834
- Invocation. Adagio, herausgegeben von Frederick York, Gustav Schirmer, New York, 1909 (Digitalisat der Sibley Music Library der Eastman School of Music der University of Rochester)
- Élévation, Joseph Joubert, dem Organisten der Kathedrale von Luçon, gewidmet, gedruckt in: Joseph Joubert: Maîtres contemporains de l’orgue [Zeitgenössische Meister der Orgel], Senart, Roudanez & Cie, Paris, 1912 (Digitalisat beim IMSLP)
- Noel, gedruckt in: Joseph Joubert: Maîtres contemporains de l’orgue [Zeitgenössische Meister der Orgel], Senart, Roudanez & Cie, Paris, 1912 (Digitalisat beim IMSLP)
- Three Organ Pieces OCLC 812219899 I Prelude funebre, Marie Spruyt gewidmet OCLC 915661562II Marche solennelle C-Dur, Armand Verreyt, einem belgischer Orgelbauer, gewidmet OCLC 1113572087 III Cantilene, Jean-Baptiste de Pauw gewidmet OCLC 1113323170
- Feuillets d’Album
- Sérénade française für Flöte, Klavier und Harmonium, Schott, Brüssel OCLC 827845637
- Evocation
- Valse mélancolique
- Klaviertrio

## Widmungen
- Peter Benoit widmete ihm seine zweite Klaviersuite op. 34 OCLC 915605862 (Digitalisat beim IMSLP)
- August De Boeck widmete ihm 1897 sein Allegro con fuoco für Orgel. OCLC 915827035
- Der Organist Louis de Bondt (1877–1920) widmete ihm einen Canon. (Digitalisat beim IMSLP)
- Joseph Callaerts widmete ihm die Grande fantaisie de concert pour orgue op. 5. OCLC 915842545
- Charles Marie Danneels widmete ihm seine Cinq pièces pour orgue [Fünf Stücke für Orgel]. OCLC 915852211
- Théodore Dubois widmete ihm eine Toccata in G-Dur. (Digitalisat beim IMSLP)
- Eugène Gigout widmete ihm den Grand chœur dialogué. (Digitalisat beim IMSLP)
- Jules Grison widmete ihm die Fantaisie Concertante sur une Adagio de Félix Mendelssohn-Bartholdy für Orgel. (Digitalisat beim IMSLP)
- Alexandre Guilmant widmete ihm den Marche nuptiale op. 25 OCLC 1327585429
- Léon Jadin widmete ihm ein Offertoire pascal. (Digitalisat beim IMSLP)
- Arthur Letondal widmete ihm eine Toccata. (Digitalisat beim IMSLP)
- Raymond Moulaert widmete ihm Zwei Stücke für Orgel. (Digitalisat beim IMSLP)
- Der Organist A. van den Plas widmete ihm ein Entrée pontificale. (Digitalisat beim IMSLP)
- Amédée Reuchsel widmete ihm eine Fantaisie. (Digitalisat beim IMSLP)
- Henry Sarly widmete ihm die Méditation op. 17 Nr. 1. (Digitalisat beim IMSLP)
- Edgar Tinel widmete ihm seine Orgelsonate op. 29 OCLC 915822425
- Paul Trillat widmete ihm seine Quatre morceaux pour orgue ou piano à pédales [Vier Stücke für Orgel oder Pedalklavier] OCLC 915822425